# Methanomicrobia
De Methanomicrobia zijn eencellige micro-organismen behorend tot de stam van de Euryarchaeota.